# Pásztormadár

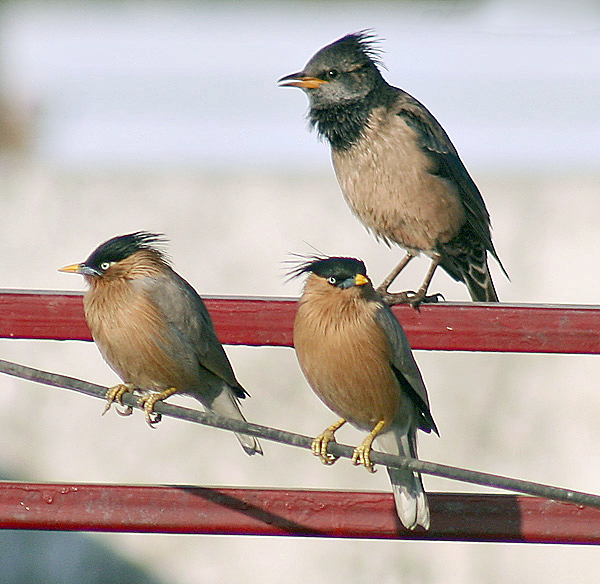
Pásztormadár (hátul) és két pagodaseregély (elöl)

A pásztormadár (Pastor roseus), régebbi nevén (Sturnus roseus)  a madarak osztályának verébalakúak (Passeriformes) rendjébe és a seregélyfélék (Sturnidae) családjába tartozó faj.

## Előfordulása
Kelet-Európa és Ázsia mérsékelt övi száraz sztyeppjéin, félsivatagos területein él. Télen délre vonulva eljut Indiába és Észak-Afrikába is. Nagy sáskapusztító lévén, követi a rovarokat, így új területekre is elvetődik.

## Megjelenése
Testhossza 21–22 centiméter, szárnyfesztávolsága 37–40 centiméter, tömege 67–88 gramm. Fejtollazata, mely a tarkón lelógó, hosszú bóbitát alkot, a nyak mellső része a mellig, a hátsó oldalán a dolmánya kezdetéig fekete, telt ibolyás ércfénnyel, szárnya, farka, alsó és felső farkfedői, lábszára fekete, acélzöldes fénnyel, egyéb részei halvány rózsaszínűek. Csőre rózsaszínű, szeme barna, rendkívül erőteljes lába vörösesbarna. A nemek különböznek.
|  |

## Életmódja
Rovarokat, néha pókokat és gyümölcsöt eszik.

## Szaporodása

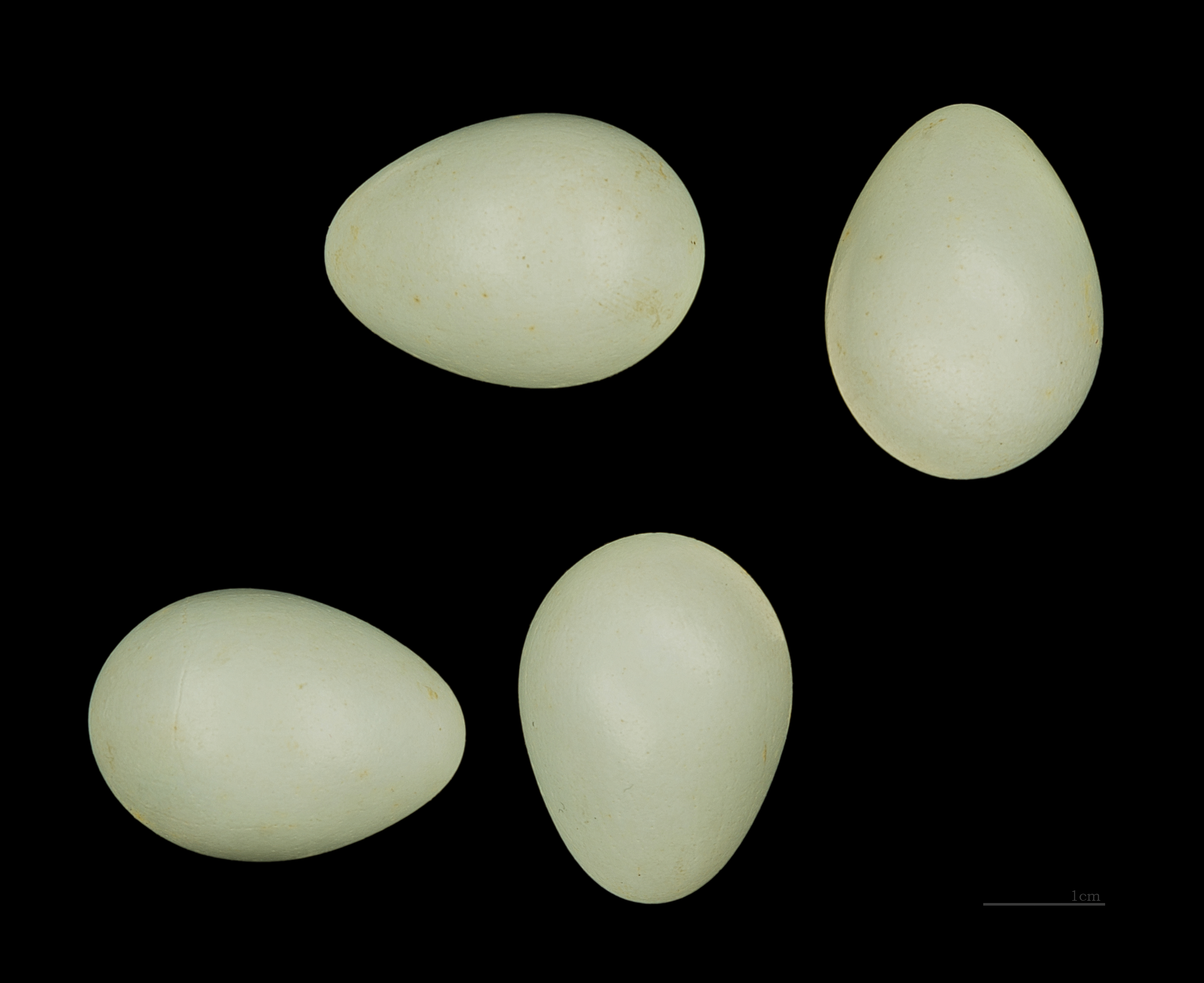
Sturnus roseus

Sziklás helyeken telepesen költ. Fészkét fűcsomókból, szalmából és levelekből építi, szőrrel és tollal béleli ki. Fészekalja 5-6 tojásból áll, melyen 11-14 napig költ.

## Kárpát-medencei előfordulása
Inváziós faj, egyes években meg sem jelenik a Kárpát-medencében, más években hatalmas rajokban érkezik. Az invázió tetőpontján tömegesen fészkelhet is, nagy telepekben. Költőhelyei az Alföldön, főként a Hortobágyon és környékén alakulhatnak ki. Többnyire nádtetős istállókon, hodályokon vannak. Régebben általában sáskajárást követve jutottak el hozzánk. Általában május környékén érkezik.
|  |

## Védettsége
Magyarországon védett, természetvédelmi értéke 50 000 Ft.